# Claudia Marx
Claudia Marx (ur. 16 września 1978 w Berlinie) – niemiecka lekkoatletka specjalizująca się w długich biegach sprinterskich, uczestniczka letnich igrzysk olimpijskich w Atenach (2004). Pod koniec kariery sukcesy odnosiła również w długich biegach płotkarskich.

## Sukcesy sportowe
Wielokrotna medalistka mistrzostw Niemiec:
- w biegu na 400 metrów – dwukrotnie złota (2003, 2004) oraz brązowa (2010[1])
- w biegu na 400 metrów w hali – trzykrotnie złota (2004, 2005, 2008[2]) oraz pięciokrotnie srebrna (2000, 2001, 2002, 2003, 2006)
- w biegu na 400 metrów przez płotki – dwukrotnie złota (2005, 2006)

| Rok  | Miasto    | Zawody                         | Konkurencja                      | Wynik                    |
| ---- | --------- | ------------------------------ | -------------------------------- | ------------------------ |
| 1996 | Sydney    | Mistrzostwa świata juniorów    | sztafeta 4 x 400 m               | złoty medal              |
| 1997 | Lublana   | Mistrzostwa Europy juniorów    | sztafeta 4 x 400 m bieg na 400 m | brązowy medal 5. miejsce |
| 1999 | Göteborg  | Młodzieżowe mistrzostwa Europy | sztafeta 4 x 400 m bieg na 400 m | srebrny medal 4. miejsce |
| 2000 | Gandawa   | Halowe mistrzostwa Europy      | bieg na 400 m                    | 5. miejsce               |
| 2001 | Lizbona   | Halowe mistrzostwa świata      | sztafeta 4 x 400 m               | brązowy medal            |
| 2001 | Edmonton  | Mistrzostwa świata             | sztafeta 4 x 400 m               | srebrny medal            |
| 2002 | Wiedeń    | Halowe mistrzostwa Europy      | bieg na 400 m                    | srebrny medal            |
| 2002 | Monachium | Mistrzostwa Europy             | sztafeta 4 x 400 m               | złoty medal              |
| 2003 | Paryż     | Mistrzostwa świata             | sztafeta 4 x 400 m               | 4. miejsce               |
| 2005 | Helsinki  | Mistrzostwa świata             | sztafeta 4 x 400 m               | 6. miejsce               |
| 2006 | Göteborg  | Mistrzostwa Europy             | bieg na 400 m ppł                | 4. miejsce               |
| 2006 | Stuttgart | Światowy finał IAAF            | bieg na 400 m ppł                | 7. miejsce               |

## Rekordy życiowe
- bieg na 400 metrów – 51,41 – Stuttgart 30/06/2001
- bieg na 400 metrów (hala) – 51,80 – Sindelfingen 17/02/2002
- bieg na 400 metrów przez płotki – 54,80 – Göteborg 08/08/2006